# 1998年のバスケットボール
1998年のバスケットボール（1998ねんのバスケットボール）では、1998年（平成10年）のバスケットボール関連の出来事をまとめる。

## できごと
- 3月 - ジャパンエナジーグリフィンズ、住友金属スパークス、東芝レオスパークルズが休部。
- 7月29日 - 1998年バスケットボール世界選手権開幕。日本は31年ぶり出場。
- 8月 - インターハイ男子、能代工業6連覇達成。

## 国際大会
- 男子世界選手権
  - 金メダル: ユーゴスラビア
  - 銀メダル: ロシア
  - 銅メダル: アメリカ合衆国
- 女子世界選手権
  - 金メダル: アメリカ合衆国
  - 銀メダル: ロシア
  - 銅メダル: オーストラリア
- アジア競技大会
男子
  - 金メダル: 中国
  - 銀メダル: 韓国
  - 銅メダル: フィリピン

女子
  - 金メダル: 日本
  - 銀メダル: 中国
  - 銅メダル: 韓国

## 国内大会

### 日本国内
- 全日本総合バスケットボール選手権大会
男子
  - 優勝:いすゞ自動車ギガキャッツ
  - 準優勝:ジャパンエナジーグリフィンズ

女子
  - 優勝:ジャパンエナジーサンフラワーズ
  - 準優勝:シャンソン化粧品Vマジック
- バスケットボール日本リーグ
男子
  - 優勝:いすゞ自動車ギガキャッツ
  - 準優勝:東芝レッドサンダース

女子
  - 優勝:シャンソン化粧品Vマジック
  - 準優勝:ジャパンエナジーサンフラワーズ
- 第29回全国高等学校バスケットボール選抜優勝大会
男子
  - 優勝:能代工（秋田）
  - 準優勝:市立船橋（千葉）

女子
  - 優勝:名古屋短大付（愛知）
  - 準優勝:富岡（神奈川）

### NBA
- NBAファイナル
  - シカゴ・ブルズ（東） （4勝2敗） ユタ・ジャズ（西）

## 誕生
- 2月8日 - 八村塁（富山県）